# Lakemba, New South Wales
Lakemba este o suburbie în Sydney, Australia.